# Piptochaetium bicolor
Piptochaetium bicolor är en gräsart som först beskrevs av Vahl, och fick sitt nu gällande namn av Étienne-Émile Desvaux. Piptochaetium bicolor ingår i släktet Piptochaetium och familjen gräs. Inga underarter finns listade i Catalogue of Life.